# ایهور راخیف
ایهور راخیف (اوکراینی: Ігор Володимирович Рахаєв؛ زادهٔ ۲۶ مهٔ ۱۹۷۳) بازیکن فوتبال اهل اوکراین است.
از باشگاه‌هایی که در آن بازی کرده‌است می‌توان به باشگاه فوتبال تورپیدو زاپروژیا و باشگاه فوتبال متالیست خارکوف اشاره کرد.